# Рудолф Дизел
Рудолф Кристиан Карл Дизел (на немски: Rudolf Christian Karl Diesel) е германски изобретател, известен най-вече със създаването на дизеловия двигател.

## Биография
Родителите му са немци, но самият Рудолф Дизел се ражда в Париж през 1858 г.
През 1872 година Дизел решава да стане механик и през 1873 г. завършва реална гимназия, а през 1875 г. и Политехническо училище в Аугсбург като най-добър ученик. Обучението си продължава в Кралското баварско политехническо училище в Мюнхен, което завършва през 1880 г.
На 27 февруари 1892 година Дизел подава заявка за получаване на патент на „нов рационален топлинен двигател“. Получава го в Имперското патентно бюро в Берлин на 23 февруари 1893 година под името „Метод и апарат за преобразуване на висока температура в работа“ (регистриран на 28 февруари 1892 г.).
От 1893 година се разработва новият двигател в Аугсбургския машиностроителен завод (от 1904 г. МАН) при финансовото участие на компаниите на Фридрих Круп и братя Зулцер (Sulzer Brothers Ltd). Първият функциониращ двигател е направен от Дизел там през 1897 г. Мощността на двигателя е 20 конски сили при 172 оборота в минута, КПД 26,2% при тегло пет тона. Тези параметри превъзхождат с много съществуващите двигатели на Ото с КПД 20% и корабните парни турбини с КПД 12%, което предизвиква незабавен интерес от промишлеността.
На 1 януари 1898 г. е основан завод за производство на дизелови двигатели. За тези цели през есента на 1900 г. в Лондон е регистрирана компания. Първият кораб с дизелов двигател е построен през 1903 г. През 1908 година е създаден първият двигател с малки размери за локомотиви и камиони. През 1936 година за първи път е пуснат в серийно производство лек автомобил с дизелов двигател (Мерцедес-Бенц-260D). Той е разработен от компанията „Даймлер-Бенц“.
Първоначалната идея на Дизел е двигателят да работи с въглищен прах, но тя се оказва неудачна поради високата абразивност на горивото, трудното му внасяне в горивната камера на цилиндъра и бавното му изгаряне. След дълги опити и многобройни неудачи, Дизел създава експериментален масивен двигател, работещ с растителни масла, като на практика двигателят му е работил с фъстъчено олио. Въпреки че тези видове горива не стават бързо популярни, през 2008 г. ръстът на цените на горивата, в съчетание с опасенията по повод световните запаси от нефт води до по-широко използване на растителни масла и биодизел.
Основното гориво, използвано при дизеловите двигатели, е дизеловото гориво, получавано при преработката на суров нефт. Дизелът е по-безопасен при съхранение от бензина, тъй като неговата пламна точка е с около 80 °C по-висока, и той не експлодира.

## Смърт
Многобройните патентни процеси подкопават здравето на Рудолф Дизел. Той се лекува в психиатричната клиника на санаториума Нойвителсбах (Мюнхен) (нем. Neuwittelsbach). Освен това финансовото му състояние е незавидно – Дизел не бил добър бизнесмен.
На 29 септември 1913 година Рудолф Дизел се качва в Антверпен на британския параход „Дрезден“, за да участва в заседание на Consolidated Diesel Manufacturing Ltd. в Лондон. Изглеждал е в добро настроение, но след като вечерял, никой повече не го вижда. Креватът в каютата му не бил ползван. На 10 октомври екипажът на холандския правителствен лоцмански катер „Кертсен“ забелязва човешки труп, носещ се във водата при бурно море. Тялото е силно разложено и затова не е извадено на брега, а само са взети някои предмети от облеклото, като кутийка за бонбони, бележник, джобно ножче и калъф за очила, които по-късно синът на Дизел, Ойген, идентифицира като принадлежали на баща му.
Точните обстоятелства за смъртта остават неизяснени. Обсъждало се самоубийство, но някои обстоятелства на парахода не го потвърждават. Вестник „L'Aéro“ публикува през 1934 г. статия за смъртта на изобретателя, в която се съобщава, че Дизел е написал писмо до жена си във Франкфурт, в което споменава за чувство на подтиснатост и угнетено настроение, без да посочва някакви причини за това.